# Selçuk Alibaz
Selçuk Alibaz (* 3. Dezember 1989 in Bretten) ist ein in Deutschland geborener türkischer Fußballspieler. Alibaz wird als offensiver Mittelfeldspieler häufig auf der linken Seite eingesetzt. Er steht bei Bandırmaspor unter Vertrag.

## Karriere

### Verein
Alibaz wechselte 2008 im Alter von 18 Jahren vom SV Sandhausen II in die erste Türkische Liga zu Eskişehirspor. Beim Heimspiel gegen Trabzonspor wurde er eingewechselt und spielte acht Minuten lang in seinem einzigen Erstliga-Spiel. Im Türkiye Kupası, dem türkischen Pokal, hatte er drei Einsätze. In der Hinrunde der Saison 2009/10 spielte er in der zweiten Mannschaft von Eskişehirspor in der fünften Liga und erzielte fünf Tore in zehn Spielen. Er wurde für die Rückrunde an den Drittligisten Afyonkarahisarspor ausgeliehen, für den er bei zwölf Einsätzen vier Treffer markierte.
Nach einer kurzen Rückkehr zu Eskişehirspor wechselte Alibaz zurück nach Deutschland zum SC Paderborn 07, für dessen zweite Mannschaft er in der Westfalenliga zum Einsatz kam.
Im Wintertrainingslager 2010/11 des SSV Jahn Regensburg in Belek wurde er zum Testtraining eingeladen und erhielt einen Vertrag bis Saisonende. Sein Debüt absolvierte Alibaz beim Heimspiel gegen Babelsberg. Er wurde schnell zum Stammspieler und Publikumsliebling; sein Vertrag wurde verlängert. In der Saison 2011/12 erreichte er mit dem SSV den dritten Tabellenplatz und damit die beiden Relegationsspiele. Im Hinspiel verwandelte er einen Elfmeter zum 1:0, die der Gegner Karlsruher SC noch ausglich. Im Rückspiel gab er den Eckball herein, den André Laurito zum 2:2 verwandelte, das den Regensburgern schließlich den Aufstieg in die 2. Bundesliga brachte.
Relegationsgegner KSC verpflichtete Alibaz zur Saison 2012/13. Er unterzeichnete einen Dreijahresvertrag bei den Badenern. Mit Karlsruhe wurde er Meister der 3. Liga und stieg 2013 in die 2. Bundesliga auf. Die folgende Zweitligasaison beendete er mit dem KSC überaus erfolgreich auf dem 5. Tabellenplatz. Nach nur wenigen Einsätzen in der Saison 2014/15 wechselte Alibaz im Januar 2015 zum abstiegsbedrohten Ligakonkurrenten FC Erzgebirge Aue. Nach nur einem halben Jahr verließ Alibaz Aue und unterschrieb einen Zweijahresvertrag beim türkischen Erstligisten Torku Konyaspor. Nach einer Saison verließ er diesen Klub wieder. Anschließend war er für kurze Zeit vereinslos, ehe er nach Deutschland zurückkehrte und einen Vertrag beim Drittligisten Fortuna Köln unterzeichnete.
Anfang der Drittligasaison 2017/18 unterschrieb Alibaz ein Arbeitspapier bis 30. Juni 2018 plus Option bei Hansa Rostock. An Bord der Kogge brachte es Alibaz in der laufenden Saison auf 21 Drittligaeinsätze, in denen er einen Torerfolg verbuchen konnte. Zudem erhielt er einen Kurzeinsatz im DFB-Pokal gegen den Bundesligisten Hertha BSC (0:2). Alibaz wurde mit Hansa zudem Landespokalsieger Mecklenburg-Vorpommerns. Hansa Rostock trennte sich bereits nach einem Jahr der Zusammenarbeit mit Alibaz und nutze die Vertragsoption auf eine Verlängerung des Kontrakts nicht. Im Juli 2018 wurde sein Wechsel zum türkischen Drittligisten Fatih Karagümrük SK bekannt. 2020 zog er nach Bandırmaspor weiter. In den folgenden drei Spielzeiten war Alibaz bei mehreren Vereinen der Türkei aktiv.

### Nationalmannschaft
Er absolvierte ein U-21-Länderspiel für die Türkei. Am 3. Juni 2009 wurde er im Freundschaftsspiel gegen Aserbaidschan (2:0) eingewechselt.

## Erfolge
- Aufstieg in die 2. Bundesliga 2012 mit Jahn Regensburg
- Aufstieg in die 2. Bundesliga 2013 mit dem Karlsruher SC
- Landespokalsieger Mecklenburg-Vorpommern (1): 2018 (mit Hansa Rostock)